# Mac OS X 10.1
Mac OS X 10.1 (кодовое имя Puma — пума) — второй крупный выпуск Mac OS X, пользовательской и серверной операционной системы от Apple. Он заменил Mac OS X 10.0; предшествовал Mac OS X 10.2. Версия 10.1 была представлена 25 сентября 2001 года как бесплатное обновление для версии 10.0. Начиная с версии 10.1.2, Apple сделала Mac OS X операционной системой по умолчанию на всех новых Mac.
Операционная система была роздана бесплатно сотрудниками Apple после выступления Стива Джобса на Сейболдской пресс-конференции в Сан-Франциско. Впоследствии она стала доступна для пользователей Macintosh в Apple Store и других магазинах, распространяющих продукцию Apple. Операционная система была воспринята лучше, чем Mac OS X 10.0, несмотря на критику в отношении малофункциональности и обилия ошибок.

## Системные требования
- Поддерживаемые компьютеры — Power Mac G3, G4, G4 Cube, iMac G3, DV, eMac, PowerBook или iBook[2]
- Минимум оперативной памяти — 128 мегабайт[2] (MB) (по неофициальным данным, 64 MB)
- Свободное место на жёстком диске — 1,5 гигабайт[2] (GB)

## Возможности
Apple предоставила много возможностей, недоступных в предыдущей версии, а также была улучшена производительность.
Это выпуск содержал несколько новых крупных возможностей платформы Mac OS X:
- Улучшение производительности — Mac OS X v10.1 представила значительное улучшение производительности всей системы в целом
- Более удобная запись CD и DVD — улучшенная поддержка в Finder и iTunes
- Поддержка воспроизведения DVD — DVD можно проигрывать в Apple DVD Player
- Поддержка большего числа принтеров (200 в стандартной поставке) — Одной из наиболее частых жалоб пользователей версии 10.0 был недостаток драйверов для принтеров, и Apple попробовала решить эту проблему включением большего числа драйверов, несмотря на это, жалобы на их недостаток не утихли.
- Быстрое воспроизведение 3D-графики (OpenGL стал работать на 20 % быстрее) — Драйвера OpenGL и обработка графики были значительно улучшены в этой версии Mac OS X, что создало огромный разрыв между трёхмерностью в интерфейсе и 3D-приложениях.
- Внедрение AppleScript — интерфейс скриптового программирования теперь предоставляет доступ ко многим системным компонентам, таким как Printer Center или Terminal, что улучшило персонализируемость интерфейса. Кроме этого, Apple представила AppleScript Studio, позволяющую пользователям создавать полноценные приложения на AppleScript с простым графическим интерфейсом.
- ColorSync 4.0 — система управления цветом и API
- Image Capture — для приёма изображений с цифровых камер и сканеров

## Критика
Несмотря на то, что версия 10.1 была производительнее, чем её предшественница, она получила свою долю критики.
- Производительность системы — Несмотря на то, что в версии 10.1 производительность системы была значительно улучшена, многим её по-прежнему было недостаточно для того, чтобы сделать Mac OS X своей основной операционной системой.
- Мелкое обновление — В то время как версия 10.1 имела значительные успехи, много пользователей критиковало различия между версиями 10.0 и 10.1, считая их несущественными. Можно сказать, что пользовательский интерфейс в целом не изменился, остались и серьёзные ошибки, некоторые из них вызывали полный отказ системы.

### Mac OS X 10.1 в качестве основной операционной системы
Критики указывали на недоработанность Mac OS X в плане надёжности и функциональности и её неприменимость в качестве основной операционной системы в реальных условиях. Они считали веским аргументом в свою пользу установку Apple на новых компьютерах Mac OS 9 в качестве операционной системы по умолчанию. Но с выходом версии 10.1.2 Apple перешла к использованию по умолчанию Mac OS X.

## История версий
| Версия | Сборка | Дата             | Имя ОС       | Примечания                                                                                                 |
| ------ | ------ | ---------------- | ------------ | --- |
| 10.1   | 5G64   | 25 сентября 2001 | Darwin 1.4.1 | Оригинальный розничный CD-ROM выпуск; релизы 5L14 и 5L17b доступны после некоторых обновлений безопасности |
| 10.1.1 | 5M28   | 12 ноября 2001   | Darwin 5.1   | [ 3 ] |
| 10.1.2 | 5P48   | 21 декабря 2001  | Darwin 5.2   | [ 4 ] |
| 10.1.3 | 5Q45   | 19 февраля 2002  | Darwin 5.3   | [ 5 ] |
| 10.1.4 | 5Q125  | 17 апреля 2002   | Darwin 5.4   | [ 6 ] |
| 10.1.5 | 5S60   | 5 июня 2002      | Darwin 5.5   | ; 5S66 после обновления по сети                                                                            |